# Ameno
Ameno (Amén in piemontese e in lombardo) è un comune italiano di 869 abitanti della provincia di Novara in Piemonte.

## Geografia fisica

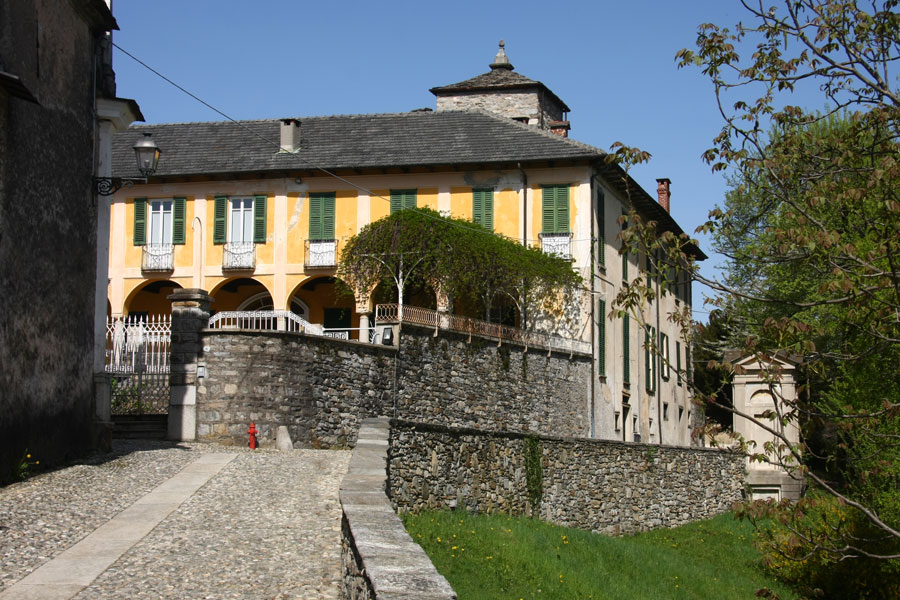
Scorcio della frazione Lortallo

### Territorio
Il territorio comunale è situato su di un ampio balcone naturale che si affaccia sulla riva orientale del Lago d'Orta. Il borgo è circondato da boschi cedui, ed è un frequentato centro di soggiorni estivi con numerose residenze poste lungo la strada che corre a mezzacosta tra il monte e il lago. Il territorio si estende dai 380 ai 788 m s.l.m. per arrivare ai rilievi che dividono il Lago d'Orta dalla Valle dell'Agogna e racchiude al centro il capoluogo e più in basso la frazione Vacciago, con i piccoli borghi di Vacciaghetto e Lortallo.
Ameno, che si è gemellato nel 2007 con il comune francese di Commelle-Vernay (dipartimento della Loira) faceva parte della Comunità montana Due Laghi, Cusio Mottarone e Val Strona.
Il 26 settembre 2012 gli è stata concessa la bandiera verde e il marchio "Borgo sostenibile del Piemonte - Località per un turismo più responsabile" conferita a comunità locali che si sono distinte per le buone pratiche ambientali attuate.

## Storia
Le ricerche archeologiche condotte nella frazione di Lortallo tra il 1915 e il 1938, hanno messo in luce una delle più importanti necropoli degli inizi della prima Età del Ferro (denominata Ameno F). L'insieme delle necropoli presenta tombe databili dal IX al V secolo a.C. e i ritrovamenti sono inquadrabili nell'ambito della Cultura di Golasecca, espressione comune a diversi gruppi tribali celtici vissuti nella prima età del Ferro nella Lombardia occidentale, nel Novarese e nel Canton Ticino. Il territorio di Ameno ha però restituito anche altre interessanti testimonianze del popolamento antico del Cusio, che vanno dalla media età del Bronzo (XVI - XIV secolo a.C.) al periodo romano imperiale.
L'importanza del sito di Ameno in età preistorica e protostorica si comprende facilmente se si considerano la conformazione del territorio e la sua posizione. Il fertile e salubre terrazzo su cui si estende oltre a offrire terreni adatti alle colture e al pascolo consentiva il controllo di un punto di passaggio obbligato, posto strategicamente tra il lago e la valle dell'Agogna. Il lago costituiva un facile collegamento con l'Ossola e i passi alpini; la valle dell'Agogna era un itinerario terrestre attivo dalla più antica preistoria, probabilmente più adatto alla transumanza delle mandrie di animali dalla pianura novarese ai monti piuttosto che allo scambio di merci, che preferivano invece la via d'acqua del Ticino. In età romana la via fu potenziata con la costruzione di una strada da Novara all'Ossola, come testimoniano i numerosi ritrovamenti romani che ne punteggiano il tragitto più probabile.
Non si possono infine dimenticare i sentieri che agevolmente potevano condurre dal Cusio al Verbano, che in età preistorica costituiva col Ticino e il Po la più importante via commerciale tra l'Adriatico e le Alpi.

### I più antichi ritrovamenti
Nel 1992 non distante dal cimitero di Ameno, in località Borgo del Magnano, durante lavori per la posa di una staccionata, venne rinvenuto, e segnalato da un abitante del luogo, Walter Baronchelli, un notevole quantitativo di materiale ceramico, dell'età del bronzo, ora conservato presso il Comune di Ameno. Un successivo saggio di scavo effettuato nel 1994 mise in luce uno strato di ceramica di uso domestico proveniente da un insediamento ubicato nelle vicinanze, databile al Bronzo Medio.

### I "sepolcreti" di Lortallo
Ai piedi della cresta su cui sorge la frazione di Lortallo (467 m s.l.m.) vi è una piccola valle che la separa dal motto della cascina Garulo e dal Monte Mesma (576 m s.l.m.). Vi si accede facilmente da nord e risalendo dal rio Membra, un piccolo affluente dell'Agogna. A sud la valle si restringe e si esaurisce ai piedi del Mesma.
In questo luogo nel 1915, costruendosi la moderna strada per Bolzano Novarese, venne scoperta la prima tomba della necropoli. Da allora e per più di trent'anni Pietro Barocelli, uno dei padri della paletnologia italiana, e l'ingegnere Giulio Decio, Ispettore onorario della Soprintendenza, condussero campagne sistematiche di ricerca che portarono alla scoperta di numerose sepolture attribuibili soprattutto alla prima età del Ferro.
Le aree archeologiche di Lortallo, denominate "sepolcreti", vennero indicate dagli scopritori con lettere dell'alfabeto:
- Sepolcreto Ameno A, in località Lortallino (tombe 1-2 e 139-143)
- Sepolcreto Ameno B, in località Lortallo (tombe nn. 3-46)
- Sepolcreto Ameno C, in località Lortallo, villa Broglio (rinvenimenti di epoca gallo romana)
- Sepolcreto Ameno D, in località Lortallo, fabbrica Decio (vari frammenti e oggetti di età romana)
- Sepolcreto Ameno E, in località Mesma (tombe nn. 47 e 48-63)
- Sepolcreto Ameno F, in località Mesma (tombe nn. 64-126 e 127-138)

Le tombe, secondo l'uso della Cultura di Golasecca, erano a incinerazione indiretta, con la deposizione delle ossa del defunto, degli oggetti personali (fibule di bronzo e ferro, pendagli e bracciali in bronzo) e delle ceneri del rogo funerario entro un'urna ceramica.
Nelle fasi più antiche questa era deposta, talora coperta da una scodella usata come coperchio, in una semplice buca nel terreno o in una piccola cassetta realizzata con sottili lastre di pietra. Nelle fasi più recenti si ha l'arricchimento del corredo funerario con la deposizione di vasi accessori all'interno di ciste di pietra realizzate con grosse lastre. Non mancano inoltre pozzetti foderati con ciottoli a formare una piccola volta. Sono state anche individuate strutture in pietra costruite sopra e attorno alle tombe, con funzione di segnacoli per le sepolture stesse.
Come resti di offerte devono essere interpretati alcuni pozzetti scavati nelle vicinanze delle tombe e i numerosi frammenti ceramici rinvenuti nel terreno circostante. L'acidità del terreno, che non consente la conservazione di resti organici, ha distrutto le tracce di offerte di cibi vegetali ed animali ai defunti. All'interno delle urne cinerarie si sono talora conservate nocciole carbonizzate, che erano state deposte sulla pira funeraria assieme al defunto.
In molti casi all'interno dei cinerari si è osservata la presenza di bicchieri ceramici con la funzione di contenitori per bevande offerte ai defunti. Gli studi condotti su necropoli coeve hanno permesso di stabilire trattarsi di birra o di vino.

#### Ameno A
Il 22 luglio 1915, in località Lortallino, durante i lavori di sterro della strada da Bolzano Novarese ad Ameno, vennero individuate due sepolture. Le ricerche condotte dalla Soprintendenza per verificare se si trattasse di tombe isolate o di una necropoli ebbero inizialmente esito negativo, ma si intuì che nell'area dovevano essere presenti altre sepolture.
Nell'estate 1936, a seguito del ritrovamento fortuito di una nuova tomba (A 140), l'Ispettore onorario ai Monumenti per la Riviera di San Giulio, ingegnere Giulio Decio, condusse nuovi scavi, individuando altre tre sepolture (A 141-143).
I materiali individuati sono databili dal Golasecca I C al II A (690-550 a.C.).

#### Ameno B
Nel 1916 in località Lortallino vennero scoperte casualmente due sepolture. Gli scavi sistematici condotti sotto la direzione del Barocelli nel 1917 e nel 1920 consentirono il ritrovamento di altre 42 sepolture a pozzetto difese da lastre litiche, contornate e coperte da strutture, lastricati e muretti in pietra a secco.
Ad Ameno B le sepolture con sovracoperture rappresentano un'alta percentuale delle deposizioni e non sono collegabili a corredi di particolare importanza, ma presentano un'interessante analogia con quelle delle necropoli di Minusio, Solduno e Mesocco nel Canton Ticino, dove è certa la relazione tra la loro forma e il sesso del defunto, con l'utilizzo di lastricati circolari per le sepolture maschili e rettangolari per quelle femminili.
La necropoli Ameno B fu utilizzata dal Golasecca I C al II A-B (690-525 a.C.).

#### Ameno C
L'anno 1899 nella zona di Lortallo, costruendosi una fabbrica di proprietà dello stesso Decio vennero alla luce, in terreno rimescolato di carboni, vari oggetti di età gallo romana. Nel settembre 1919, altri lavori ivi condotti portarono alla luce frammenti fittili di età romana.

#### Ameno D
Nel 1923 nel parco della villa Broglio, vicino alla cascina Pasquirolo, furono rinvenuti casualmente alcuni frammenti fittili romani e, poco distante, una tomba a cremazione contenente una moneta imperiale corrosa di medio bronzo, di età augustea. Nel 1926, nella stessa località furono scoperti i resti di un muretto con materiali gallo romani.

#### Ameno E
La prima tomba (E 47) fu individuata già il 10 giugno 1915 alle falde occidentali del monte Mesma durante lo sterro per l'ampliamento della strada campestre destinata a divenire la carrozzabile da Bolzano Novarese ad Ameno. Il Barocelli, recatosi sul luogo per accertamenti, notò le tracce di manomissione di altre tombe, di cui si rinvenne “una quantità grandissima di frammenti fittili, misti a ossa combuste e a scarsissime tracce di oggetti di bronzo”.
Nuovi saggi condotti da Pietro Barocelli e dal Decio nel 1922-1923 a nord della strada in località Mesma consentirono l'individuazione di altre sepolture (E 48-63), con abbondante corredo ceramico e con alcune sovrastrutture di pietra. L'area appariva disturbata da interventi di epoca romana (furono rinvenuti tegole e mattoni frammisti a cumuli di pietrame), mentre la necropoli sembrava esaurirsi sul bordo di un'antica torbiera.
Le tombe si inquadrano principalmente nella fase Golasecca I C (690 – 600 a.C.)

#### Ameno F
I primi scavi nella zona del sepolcreto F, a breve distanza da Ameno E, vennero eseguiti all'inizio del 1928. In quell'anno, necessitando di pietre da costruzione, il Decio fece eseguire degli scavi in un suo campo ai piedi del Mesma, dove emergevano i resti di un muricciolo in pietra, rinvenendo alcune tombe della prima età del ferro e gallo romane. Gli scavi si protrassero a varie riprese fino al 1936 portando alla luce numerose sepolture (F 64-138).
La necropoli “F” di Ameno, la più antica tra quelle individuate ad Ameno è una delle più importanti per lo studio degli inizi dell'Età del Ferro nell'ambito della Cultura di Golasecca. Caratteristiche di questa necropoli sono le urne cinerarie biconiche o biconico ovoidi con decorazione realizzata a falsa cordicella e coppie di bugnette sulla massima espansione e le urne ovoidi con decorazione a riquadri metopali con motivi geometrici o figurati.
Questi ultimi, rari nell'ambito della cultura golasecchiana che predilige la decorazione geometrica, sono figure stilizzate di quadrupedi, generalmente interpretate come equini. I “cavallini” di Ameno, cronologicamente circoscrivibili al IX secolo a.C., sono forse da porre in relazione con la coeva diffusione dell'equitazione in Italia settentrionale e il conseguente declino della più antica tradizione del combattimento coi carri. Non sembra casuale che questo motivo figurativo sia diffuso principalmente nell'area tra Ameno e Castelletto Ticino, territorio che ancora oggi offre caratteristiche ideali per l'allevamento dei cavalli.
La necropoli F fu utilizzata per diversi secoli. Benché la fase di maggior frequentazione sia il Golasecca I A1 (c. 935 – 800 a.C.), non mancano infatti tombe isolate più recenti fino al G. II B (525-480 a.C.) e all'epoca gallo romana.

#### Il sepolcreto G
Una nuova area di necropoli fu scoperta casualmente, ancora dal Walter Baronchelli, nel 1976. Durante lavori di sbancamento, ad un centinaio di metri a sud del sepolcreto F vennero alla luce numerosi frammenti fittili riferibili a tombe dell'età del ferro sconvolte dai lavori e si poterono recuperare due sepolture intatte con relativa ceramica ben conservata olle, vasi e scodelle ad alto piede databili al Golasecca II. Nell'area non furono effettuati ulteriori scavi. I reperti furono consegnati al comune e poi depositati dalla Soprintendenza Archeologica nel Museo di Antichità di Torino.

### Il Monte Mesma

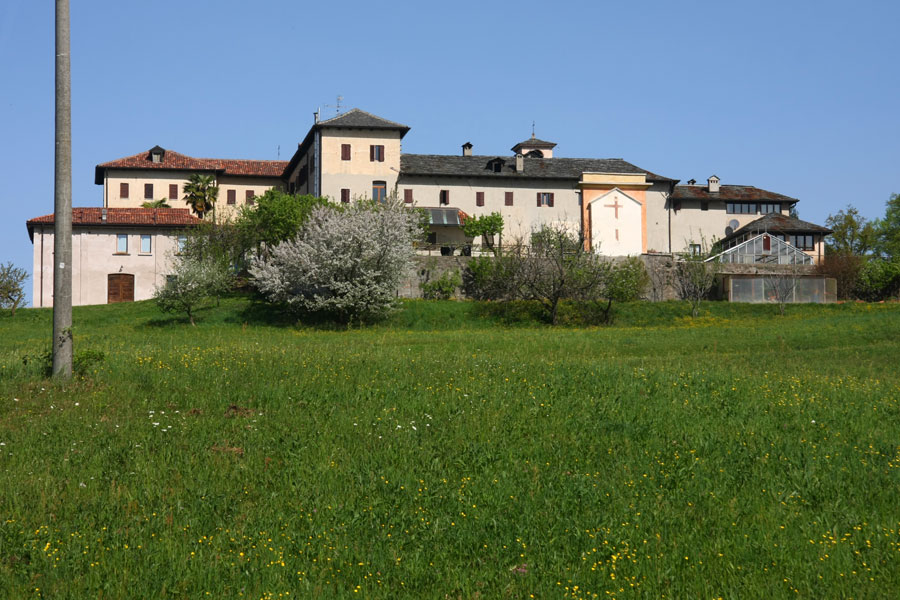
Il convento francescano sul Monte Mesma

Parallelamente alle ricerche nelle aree di necropoli, sempre Giulio Decio condusse saggi di scavo sulle pendici del monte Mesma, sotto il convento francescano dove erano stati rinvenuti frammenti laterizi di epoca romana. Le ricerche portarono all'individuazione, in vari punti, di frammenti di ceramica domestica protostorica in giacitura secondaria, fibule di bronzo e resti di fittili di età gallo romana. Queste scoperte indussero il Decio ad ipotizzare la presenza di un abitato sulla ben munita sommità del Monte Mesma, da cui si domina facilmente il territorio circostante.
Una conferma indiretta della valenza strategica del luogo, a distanza di secoli, è data dall'edificazione nel medioevo di un castello, probabilmente nel 1200, da parte del Comune di Novara. Sulle rovine di questo venne in seguito costruito l'attuale convento francescano.
Le necropoli scoperte a Lortallo si collocavano lungo la principale via di accesso all'abitato, secondo un uso ampiamente attestato nella prima età del Ferro. Il villaggio sul Mesma era il più importante, ma probabilmente non l'unico centro abitato. Secondo l'uso del mondo golasecchiano nuclei minori, legati al principale da vincoli di natura clanica, dovevano sorgere sulle alture circostanti. Resti ceramici coevi sono stati infatti recuperati a Lortallo e sul colle di Buccione.

### L'età romana
Il periodo romano è meno documentato ad Ameno rispetto alla protostoria. A Lortallo e sul Mesma non mancano tracce di frequentazione, ma trattandosi di materiali isolati e rinvenuti casualmente non è al momento possibile ricostruire il quadro generale dell'insediamento.
I ritrovamenti effettuati sul resto del territorio sono purtroppo andati dispersi, come il vaso romano rinvenuto a circa un metro di profondità nel 1931, all'interno del parco della villa Calabi, a Vacciago. Nel 1693, come scrive lo storico Lazzaro Agostino Cotta, Giovanni Battista Bertochino aveva rinvenuto alcune monete romane imperiali del III e IV secolo in un suo fondo nella località Castello.

### Simboli
Lo storico stemma comunale è stato riconosciuto con DCG del 30 marzo 1934 e rappresenta un cane rampante, coronato, accompagnato in punta dalla lista con l'iscrizione latina Fidelitas coronata. Il gonfalone è un drappo di azzurro.

## Monumenti e luoghi d'interesse

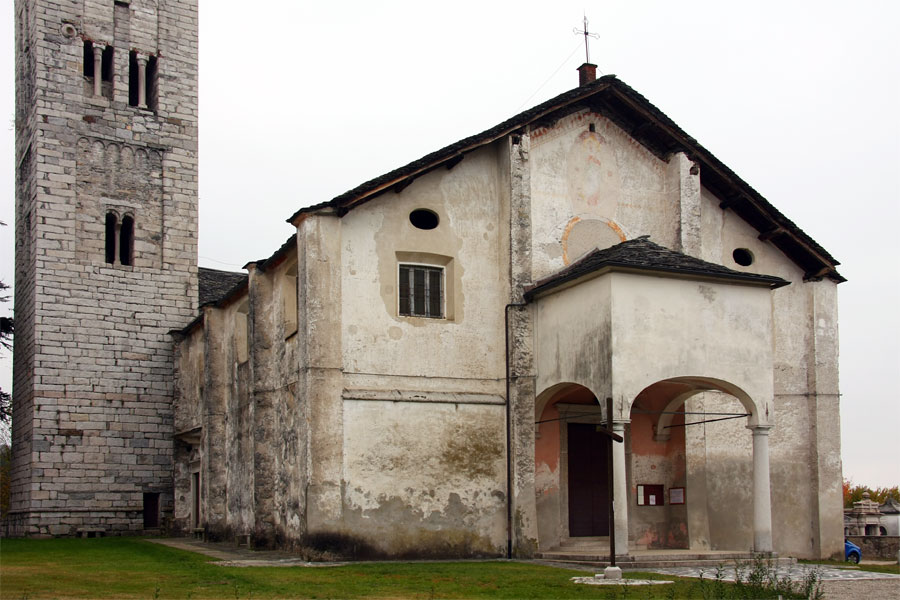
La chiesa parrocchiale

La parrocchiale dell'Assunta è ben visibile anche da lontano grazie al suo campanile a cuspide. A tre navate, è stata eretta nella prima metà del XIV secolo sul luogo dove sorgeva un'antica chiesa che la tradizione vuole fondata da san Giulio. Il campanile è stato costruito nel 1505 con grosse pietre in granito, in stile tardo-romanico e rinascimentale. Nei secoli XVII e XVIII il comune ha conosciuto una notevolissima fioritura artistico-religiosa con la costruzione ed il restauro in forme barocche di ben sedici chiese ognuna dotata di pregevoli affreschi e arredi. Notevoli esempi si trovano nell'architettura cusiana dell'epoca: la facciata della chiesa di San Giovanni Battista, quella di San Rocco nel capoluogo e di San Giovanni Battista in località Cassano.
Nella frazione di Vacciago è da notare la pregevole architettura della Casa Calderara, con il suo triplice loggiato rinascimentale. È la sede della "Fondazione Calderara" una galleria d'arte contemporanea, fondazione creata dal pittore Antonio Calderara (Abbiategrasso, 1903 – Vacciago di Ameno, 1978) che alla sua morte ha voluto mettere a disposizione del pubblico la sua casa, la sua raccolta di quadri e quella di altri artisti di avanguardia con cui aveva rapporti di amicizia e collaborazione artistica.
Altri notevoli esempi rinascimentali sono la Chiesa di Sant'Antonio, del XVI secolo, e lo scenografico oratorio di Sant'Anna, situato nella località di Vacciaghetto, come pure il santuario della Madonna della Bocciola. Il santuario ricorda l'apparizione della Vergine, su di un cespuglio di biancospino ad una pastorella muta, Giulia Manfredi, che nel 1564, pregava devotamente presso la cappella rustica. La ragazzina prese a parlare, ma solo per pochi giorni, perché secondo le testimonianze presto morì in chiesa ai piedi del pulpito.
Viene annualmente celebrata una festa religiosa alla prima domenica di settembre e richiama sempre una gran numero di persone. Troviamo nella frazione di Lortallo, un piccolo oratorio barocco dedicato a san Grato che custodisce la pala di Giovan Battista Discepoli con la Madonna col Bambino e i santi Grato e Bernardo di Mentone. Nei pressi vicino al seicentesco oratorio di San Grato esiste un torrione risalente al XIII secolo. Una seconda torre si trova inglobata all'interno di un'abitazione privata.
Sul Monte Mesma si trova il convento francescano, edificato nel 1619 sulle rovine di un castello. Quest'ultimo era stato costruito nel 1200 dal comune di Novara e distrutto nel 1358 dagli uomini di Lortallo ed Ameno, inferociti dai continui soprusi ai loro danni. Il convento è composto da una chiesa a capanna affiancata da due pregevoli chiostri barocchi dai grigi tetti in pietra. All'interno si trova un'antica e notevole grande stufa in marmo serpentino d'Oira che tuttora serve per riscaldare, durante l'inverno, le meditazioni e le preghiere dei frati che vivono nel convento francescano. Qui, nella notte di capodanno si svolge da anni una veglia per la pace che richiama giovani da tutta la provincia.

## Società

### Evoluzione demografica
Abitanti censiti

## Cultura
Nella frazione di Vacciago si trova una collezione di arte contemporanea che l'artista Antonio Calderara volle lasciare come testimonianza delle tendenze artistiche d'avanguardia dal 1920 circa al 1978, anno della sua morte. Vi si possono ammirare un totale di 327 opere di 133 autori diversi di fama mondiale.
Sul monte Mesma sorge un cinquecentesco convento francescano, inserito in una riserva naturale.
Nello spazio museale, allestito presso il palazzo municipale, sono esposte pregevoli tele del XVII secolo e vi si tengono mostre di arte contemporanea.
Nella vicina chiesa si trova una grande tela raffigurante il Concilio di Trento. Il comune di Ameno aderisce all'Ecomuseo del Lago d'Orta e Mottarone.
Nel mese di giugno ad Ameno si svolge un importante festival blues chiamato "Amenoblues".

## Economia
La popolazione del comune in passato viveva principalmente di agricoltura e di allevamento attività ormai assai ridotta. Nel territorio operano anche aziende artigianali ed una articolata rete commerciale.
Molti amenesi trovano lavoro nei comuni vicini. 
Grazie al pregevole patrimonio artistico il comune ha, negli ultimi anni, aumentato il flusso turistico.

## Amministrazione
Di seguito è presentata una tabella relativa alle amministrazioni che si sono succedute in questo comune.
| Periodo         | Periodo         | Primo cittadino | Partito                    | Carica      | Note  |
| --------------- | --------------- | --------------- | -------------------------- | ----------- | ----- |
| 1º giugno 1985  | 28 maggio 1990  | Carlo Didò      | -                          | Sindaco     | [ 7 ] |
| 28 maggio 1990  | 24 aprile 1995  | Carlo Didò      | Democrazia Cristiana       | Sindaco     | [ 7 ] |
| 24 aprile 1995  | 14 giugno 1999  | Carlo Didò      | centro                     | Sindaco     | [ 7 ] |
| 14 giugno 1999  | 14 giugno 2004  | Carlo Didò      | centro                     | Sindaco     | [ 7 ] |
| 14 giugno 2004  | 26 gennaio 2008 | Micaela Gerardi | lista civica               | Sindaco     | [ 7 ] |
| 26 gennaio 2008 | 15 aprile 2008  | Marco Baldino   |                            | Comm. pref. | [ 7 ] |
| 15 aprile 2008  | 27 maggio 2013  | Micaela Gerardi | lista civica               | Sindaco     | [ 7 ] |
| 27 maggio 2013  | 10 giugno 2018  | Roberto Neri    | lista civica Per Ameno     | Sindaco     | [ 7 ] |
| 10 giugno 2018  | in carica       | Noemi Brambilla | lista civica Ameno insieme | Sindaco     | [ 7 ] |